# Sarkis Asatowitsch Sarchajan
Sarkis Asatowitsch Sarchajan (russisch Саркис Азатович Сархаян, auch Саркис Азатович Сархоян; * 26. November 1947 in Batumi; † 25. Januar 2021 in Moskau) war ein sowjetischer Tischtennisspieler armenischer Herkunft. Seine erfolgreichste Zeit hatte er in den 1970er Jahren, als er im Mixed bei einer Europa- und einer Weltmeisterschaft das Endspiel erreichte.
Der Weltverband ITTF bevorzugt in seiner Datenbank die Schreibweise Sarkis Sarkhojan.

## Werdegang
Sarchajan war Linkshänder. Sein erster Erfolg war die Nominierung für die Jugend-Europameisterschaft 1965 in Prag, wo er im Einzel hinter Gegam Wardanjan Zweiter wurde und mit der russischen Mannschaft den Titel gewann. Zudem wurde er Hochschul-Weltmeister.
An den nationalen russischen Meisterschaften nahm Sarchajan von 1963 bis 1983 21-mal teil. Dabei wurde er mehrmals Meister: Im Einzel fünfmal (1968, 1971, 1972, 1974, 1978), im Doppel 12-mal (viermal mit Gegam Wardanjan bzw. Samwel Wardanjan, viermal mit Stanislaw Gomoskow, dreimal mit A. Row, einmal mit Bagrat Burnazjan) und im Mixed neunmal (viermal mit Rita Pogosowa, fünfmal mit Elmira Antonyan)
Von 1966 bis 1978 nahm er an sieben Europameisterschaften und fünf Weltmeisterschaften teil. Bei den Europameisterschaften 1966 und 1968 gewann er mit der russischen Mannschaft Silber. 1970 erreichte er mit Rita Pogosova das Endspiel im Mixed. Ins Halbfinale kam er 1974 im Doppel mit Stanislaw Gomoskow und 1978 im Mixed mit Anita Zakharjan.
Bei der Weltmeisterschaft 1975 verlor er mit Elmira Antonyan das Endspiel im Mixed gegen Stanislaw Gomoskow/Tatjana Ferdman.
Sein bestes Resultat im europäischen Ranglistenturnier Europe TOP-12 erzielte er 1976 mit Platz fünf. In der ITTF-Weltrangliste belegte er im Dezember 1973 Platz sieben.

## Privat
Sarchajan lebte zunächst in seiner Heimatstadt Batumi. In den 1980er Jahren arbeitete er als Trainer für weibliche Jugendliche in Moskau. Seit 1993wart er in Italien beschäftigt.

## Turnierergebnisse
| Verband | Veranstaltung                         | Jahr | Ort         | Land | Einzel        | Doppel        | Mixed         | Team |
| ------- | ------------------------------------- | ---- | ----------- | ---- | ------------- | ------------- | ------------- | ---- |
| URS     | Europameisterschaft                   | 1978 | Duisburg    | FRG  | Viertelfinale |               | Halbfinale    |      |
| URS     | Europameisterschaft                   | 1976 | Prag        | TCH  | letzte 16     |               | Viertelfinale |      |
| URS     | Europameisterschaft                   | 1974 | Novi Sad    | YUG  | letzte 16     | Halbfinale    | Viertelfinale |      |
| URS     | Europameisterschaft                   | 1972 | Rotterdam   | NED  |               | Viertelfinale | Viertelfinale |      |
| URS     | Europameisterschaft                   | 1970 | Moskau      | URS  |               |               | Silber        |      |
| URS     | Europameisterschaft                   | 1968 | Lyon        | FRA  | letzte 16     | Viertelfinale | Viertelfinale | 2    |
| URS     | Europameisterschaft                   | 1966 | London      | ENG  |               |               |               | 2    |
| URS     | Jugend-Europameisterschaft (Junioren) | 1965 | Prag        | TCH  | Silber        |               |               | 1    |
| URS     | EURO-TOP12                            | 1977 | Sarajevo    | YUG  | 7             |               |               |      |
| URS     | EURO-TOP12                            | 1976 | Lübeck      | FRG  | 5             |               |               |      |
| URS     | EURO-TOP12                            | 1975 | Wien        | AUT  | 9             |               |               |      |
| URS     | EURO-TOP12                            | 1974 | Trollhatten | SWE  | 7             |               |               |      |
| URS     | Weltmeisterschaft                     | 1977 | Birmingham  | ENG  | letzte 32     | letzte 64     | Viertelfinale | 7    |
| URS     | Weltmeisterschaft                     | 1975 | Calcutta    | IND  | Viertelfinale | Viertelfinale | Silber        | 7    |
| URS     | Weltmeisterschaft                     | 1973 | Sarajevo    | YUG  | Viertelfinale | letzte 16     | letzte 64     | 4    |
| URS     | Weltmeisterschaft                     | 1969 | München     | FRG  | letzte 32     | letzte 16     | letzte 16     | 8    |
| URS     | Weltmeisterschaft                     | 1967 | Stockholm   | SWE  | letzte 16     | letzte 16     | letzte 16     | 6    |